# Els ducs d'Osuna i els seus fills
Els ducs d'Osuna i els seus fills va ser pintat per Francisco de Goya el 1788 i es conserva al Museu del Prado de Madrid.

## Descripció
El llenç recull una escena familiar en la qual el senyor Pedro Téllez Girón, IX duc d'Osuna, amic i mecenes de Goya, apareix al costat de la seva esposa Josefa Alonso Pimentel i els seus quatre fills, els quals el pintor retrata amb gran dolçor i afecte, fruit de l'estreta relació que va tenir amb la família.
El duc apareix dempeus vestit amb uniforme mentre la duquessa posa asseguda i vestida a la moda francesa. La primogènita dels ducs, Josefa Manuela, de la mà del seu pare, ocupa l'extrem dret del quadre i en el futur serà retratada per Goya quan ostenti el títol de marquesa d'Abrantes. Igualment succeirà amb la seva germana Josefina que apareix dempeus al costat de la seva mare i que posarà per a Goya com a marquesa de Santa Cruz. A la dreta i també dempeus apareix l'hereu del títol, Francisco de Borja, pujat en un bastó a manera de cavall, i assegut, Pedro, el fill més petit dels ducs.